# Boris Fëdorovič Godunov
Boris Fëdorovič Godunov (in russo Бори́с Фёдорович Годуно́в?, /bɐˈrʲis ɡədʊˈnof/) (Vjaz'ma, 2 agosto 1552 – Mosca, 23 aprile 1605) è stato zar di Russia dal 1598 alla morte.

## Biografia
Poco si sa delle sue origini, anche la data di nascita è incerta ma oggi giorno si è propensi a indicarla nel 1552.  Boris Godunov a circa 24 anni sposò Marija Grigor'evna Skuratova-Bel'skaja figlia di un favorito dello zar Ivan IV, detto Ivan il Terribile; ottenne diversi incarichi a corte fino a diventare boiardo intorno al 1580.
A partire da questo momento la fortuna di Boris presso lo zar si presentò in ascesa costante nonostante alcuni momenti drammatici di contrasto. Il legame si rafforzò con il matrimonio tra il figlio maggiore di Ivan, Fëdor Ivanovic, e la sorella di Boris, Irene (Irina).
Verso l'inizio del 1584 Ivan IV si ammalò gravemente e, capendo di essere in punto di morte, chiamò a sé il figlio Fëdor nominandolo erede al trono. Ivan IV morì il 18 marzo 1584.
Credenza popolare vuole che Ivan sia morto mentre giocava a scacchi, probabilmente con il boiaro Bogdan Belskij. Un'altra tradizione riferisce che tre giorni prima della morte Ivan aveva cercato di stuprare Irina, sorella di Godunov e moglie di Fëdor. Le urla della donna attirarono i boiari Boris Godunov e Bogdan Belskij che, anche se Ivan aveva nel frattempo lasciato scappare Irina, dopo essere stati testimoni di tale fatto dovettero considerarsi vicini alla morte. La tradizione riferisce che entrambi avvelenarono o strangolarono Ivan temendo per la loro vita.
Due settimane più tardi, il 31 marzo 1584, venne eletto zar il figlio maggiore di Ivan, Fëdor I, benché considerato debole mentalmente, incapace di governare e tutto dedito alla religione. Era dunque indispensabile che accanto a lui ci fosse qualcuno destinato a tenere effettivamente il potere, e dopo vicende alterne Boris Godunov venne nominato reggente de facto nel 1588.
Il 7 gennaio 1598 lo zar Fëdor I morì, senza lasciare eredi.
Il Patriarca di Mosca Giobbe, un alleato di Boris, convocò allora, probabilmente su ordine dello stesso Boris, uno Zemskij Sobor, un'assemblea composta da rappresentanti della chiesa, dei boiari, delle alte cariche dello stato, degli agricoltori, dei commercianti e degli artigiani, che votò in una seduta regolare il 17 febbraio 1598 l'elezione di Boris, che all'epoca aveva circa 47 anni.
Negli anni seguenti combatté con successo contro la Svezia, stimolò il commercio estero aprendo parzialmente le frontiere russe agli stranieri, inviò diversi giovani a studiare in Europa, avviò lavori di restauro e nuove costruzioni nel Cremlino moscovita.
Si dimostrò spietato con le famiglie di boiari che gli si opposero.
Nel 1604, l'opposizione di parte dei boiari unita all'insoddisfazione popolare sfociarono in una rivolta sostenuta dalla comparsa di un falso discendente di Ivan IV (Falso Dimitri I), veicolo anche di ingerenze dell'aristocrazia polacca; ne seguì l'inizio di un periodo di crisi politica detto "Periodo dei torbidi".
Boris Godunov morì improvvisamente per cause sconosciute, quasi certamente naturali, il 23 aprile 1605, dopo solo sette anni di regno, lasciando l'instabile regno al figlio Fëdor II Borisovič, che fu ucciso dai boiari pochi mesi dopo.
Alla vita di questo zar sono ispirate il dramma di Aleksandr Sergeevič Puškin, l'opera lirica di Modest Petrovič Musorgskij e il film di Sergej Bondarchuk.

## Discendenza
Dal matrimonio con Marija Grigor'evna Skuratova-Bel'skaja († 10 giugno 1605) nacquero:
- Fëdor II di Russia, successore come zar per breve tempo al padre;
- Ksenija Borisovna Godunova, 1581–1622, fattasi suora con il nome di Olga.